# Бутенко Остап Якович
Оста́п Я́кович Буте́нко  (*1860, Люботин — рік смерті невідомий) — кобзар.
Народився і жив у Люботині. Осліп на сьомому році життя. З 20-ти років пішов «у науку» до Юхима Куліша. Через три роки отримав «одклінщину». За свідченням Є. Криста, співав кобзар переважно епічні твори.
Взимку співець жив у Люботині, а влітку — кобзарював біля Курязького монастиря. У 20-х роках XX ст. був ще живим. Дата і обставини смерті невідомі. Серед учнів кобзар Марко Даниленко.

### Репертуар
В репертуарі О. Бутенка зафіксовано п'ять дум:
- «Про Олексія Поповича»,
- «Козак Голота»,
- «Удова»,
- «Плач невольників»,
- «Брат і сестра».